# Maupertuis (cratère)
Maupertuis est un cratère lunaire situé sur la face visible de la Lune. Il se trouve sur le bord sud de la Mare Frigoris et du cratère La Condamine, dans l'hémisphère nord de la Lune. Il longe la crête nord-est du Sinus Iridum et le nord-ouest de la Mare Imbrium. Le cratère est très érodé par de nombreux impacts de cratères. Le bord extérieur est un légèrement pentagonal. Au nord-est part une faille appelée "Rimae Maupertuis".
En 1935, l'Union astronomique internationale a donné le nom du scientifique français Pierre Louis Maupertuis à ce cratère lunaire.
Par convention, les cratères satellites sont identifiés sur les cartes lunaires en plaçant la lettre sur le côté du point central du cratère qui est le plus proche de Maupertuis.
| Maupertuis | Latitude | Longitude | Diamètre |
| ---------- | -------- | --------- | -------- |
| A          | 50.6° N  | 24.7° W   | 14 km    |
| B          | 51.3° N  | 26.7° W   | 6 km     |
| C          | 50.2° N  | 24.0° W   | 11 km    |
| K          | 49.3° N  | 25.0° W   | 6 km     |
| L          | 51.3° N  | 29.2° W   | 6 km     |